# Perruche de Malabar
Psittacula columboides
Espèce
Statut de conservation UICN

 LC  : Préoccupation mineure
Statut CITES
La Perruche de Malabar (Psittacula columboides) est une espèce d'oiseau appartenant à la famille des Psittacidae, cette espèce est souvent confondu avec la perruche de Layard. La perruche de Malabar est une espèce endémique de l'Inde.

## Aire de Répartition
Comme son nom l'indique, la perruche de Malabar est présente dans la région du Malabar au Kerala mais aussi le long des Ghâts occidentaux, ce qui fait que son aire de répartition mesure plus de 1200 km.